# Digimon
Digimon címszó alatt léteznek animesorozatok, mozi-animék, mangák, és játékok.
A Digimon szó az angol "Digital Monsters: Digitális Szörnyek" kifejezés nemzetközi rövidítése, de használata és kiejtése magyarosítva lett nálunk.

## Digimon: I. sorozat (Digimon Adventure TV)

### Történet
Hét különböző gyerek egy nyári táborozáson vesz részt, de ezt leszámítva látszólag szinte semmi nem köti össze őket. (Későbbiekben és az első rövid filmben kiderül ennek ellenkezője.) Angol-magyar név szerint: Tai, Matt, Sora, Izzy, Mimi, Joe, és TK Takeru. TK kivételével 11-12 éves korban vannak, Matt öccseként TK 8 éves. Hamarosan havazni kezd és mindegyikük kezébe kerül 1-1 úgynevezett Digikütyü vagy Digitalizáló. (A misztikus eszközök fontos részét képezik a történetnek.) Az eszköz neve eredetileg és angolul Digital Device kifejezésből adódó szójátékként Digivice vagy saját kiejtés szerint Digi-vice. Ezekkel a gyerekek – akaratukon kívül – átjutnak a Digivilágba, ahol mindegyikük mellé szegődik egy-egy beszélő Digimon. (Digitális szörnyek.)
Sok gonosz szándékú szörnyet legyőznek az aprócska digimonok, akik mindeközben folyton átalakulnak és visszaalakulnak. Miután legyőzik a File-sziget sötét urát, egy kedves öreg úr elmondása szerint ők a kiválasztott Digivégzetesek. Az ő feladatuk digimonjaikkal megvédeni a Digivilágot. Eközben meg kell találniuk a továbbfejlődéshez szükséges medálokat, és ráadásul nyolcadik Digivégzetesre is rá kell bukkanniuk... A cselekmény egyre bonyolódik. Folyamatosan erősebb és gonoszabb ellenfelekkel találkoznak, miközben az egymásba fektetett bizalom is megbomolhat... Klasszikus, örökérvényű, izgalmas, sci-fi elemekkel vegyített harcos anime. Nem csak fiataloknak.

### Szereplők
Taichi "Tai" Kamiya 
Szinkronhang: Fudzsita Tosiko (japán), Joshua Seth (angol), Fekete Zoltán, Simonyi Balázs (a film) (magyar)
A digivégzetesek vezére és Kari bátyja. Kalandos, sportos és született vezető, Tai általában az első aki harcba bocsátkozik. Viszont az idő előrehaladtával megtanulja, hogy az empátia és az együttérzés a siker kulcsa, s nem a vakmerő bátorságát, hisz egy igazi vezérnek szüksége van barátai bizalmára. A japán változatban Jagami Taicsi (八神　太一; Hepburn: Yagami Taichi) néven ismert.
- Crest: Bátorság
- Digimon: Agumon
  - Szinkronhang: Szakamoto Csika (japán), ? (angol), Vári Attila (magyar)

 Sora Takenouchi 
Szinkronhang: Mizutani Júko (japán), Colleen O’Shaughnessey (angol), Németh Kriszta (magyar)
Kissé fiús természete ellenére a digivilágba igyekszik óvatos lenni, ezzel ellensúlyozva Tai vakmerőségét. Sora egy nagyon megbízható ember, és megpróbál vigyázni a többi gyerek, így gyakran tölti be az anya szerepét. A japán változatban Takenoucsi Szora (武之内 空; Hepburn: Takenouchi Sora) néven ismert.
- Crest: Szeretet
- Digimon: Biyomon

 Yamato "Matt" Ishida 
Szinkronhang: Kazama Júto (japán), Michael Reisz (angol), Pálmai Szabolcs, Halasi Dániel (42-44, a film) (magyar)
Matt egy született lázadó, akit társai "vagánynak" tartanak. A kis csapat másodparancsnoka, annak ellenére, hogy gyakran magányos farkasaként viselkedik, aki szereti a dolgokat a maga módján megoldani. Kisöccsét, T.K.-t nagyon félti, s mindent elkövet, hogy biztonságban tudja. A japán változatban Isida Jamato (石田 ヤマト; Hepburn: Ishida Yamato) néven ismert.
- Crest: Barátság
- Digimon: Gabumon
  - Szinkronhang: Jamagucsi Majumi (japán), Kirk Thornton (angol), Markovics Tamás (magyar)

 Koushiro "Izzy" Izumi 
Szinkronhang: Tendzsin Umi (japán), Mona Marshall (angol), Molnár Levente (magyar)
A tipikus számítógép guru, aki laptopját még a digivilágba is magával viszi. Korához képest nagyon okos és ötletes, s mindenről van egy elmélete. A japán változatban Izumi Kósiró (泉 光子郎; Hepburn: Izumi Kōshirō) néven ismert.
- Crest: Tudás
- Digimon: Tentomon
  - Szinkronhang: Albert Gábor (magyar)

 Mimi Tachikawa 
Szinkronhang: Maeda Ai (japán), Philece Sampler (angol), Simonyi Piroska (magyar)
Mimi egy tipikus lányos lány, "apu kis hercegnője". Nagyon én-központú, de nem önző és nagyon lojális a barátaihoz. A digivilág vad terepe egyáltalán nincs ínyére és ennek gyakran hangot is ad. A japán változatban Tacsikava Mimi (太刀川 ミミ; Hepburn: Tachikawa Mimi) néven ismert.
- Crest: Őszinteség
- Digimon: Palmon

 Joe Kido 
Szinkronhang: Kikucsi Maszami (japán), Michael Lindsay (angol), Szokol Péter (magyar)
Annak ellenére, hogy állandóan aggódik, és hajlamos "allergiás" lenni mindenre maga körül, Joenak erős felelősségérzete van. A többi gyerek gyakran piszkálja pesszimista hozzáállása miatt, viszont Joe félelmei nem alaptalanok. A japán változatban Kido Dzsó (城戸 丈; Hepburn: Kido Jō) néven ismert.
- Crest: Megbízhatóság
- Digimon: Gomamon

 Takeru "T.K." Takaishi 
Szinkronhang: Konisi Hiroko (japán), Wendee Lee (angol), Minárovits Péter, Simonyi Balázs (a film) (magyar)
A legfiatalabb a csoportban és Matt öccse. Édes természetű, nagylelkű és próbál bátor lenni. Engedelmes fiú, aki törekszik mindig helyesen cselekedni. A japán változatban Takaishi Takeru (高石 タケル; Hepburn: Takaisi Takeru) néven ismert.
- Crest: Remény
- Digimon: Patamon

 Hikari "Kari" Kamiya 
Szinkronhang: Araki Kae (japán), Lara Jill Miller (angol), Bálint Sugárka (magyar)
Kari Tai kishúga. Eredetileg ő is a többiekkel kellett volna megérkezzen a digivilágba, de hála egy betegségnek nem vehetett részt a nyári táborban, így csak később csatlakozik társaihoz. Korához képest nagyon okos, együttérző és türelmes. A japán változatban Jagami Hikari (八神 ヒカリ; Hepburn: Yagami Hikari) néven ismert.
- Crest: Fény
- Digimon: Plotmon/Gatomon

### Anime
Röviddel a Digimon Adventure mozifilm történetének elkészülte után a Toei Animation producereit arra kérték, hogy készítsenek belőle egy televíziós sorozatot is. A Digivégzetesek karaktereit Nakacuru Kacujosi hozta létre és a stáb úgy határozott, hogy a szereplők neveit olyan kandzsikra alapozzák, melyek a szerencséhez kapcsolódónak. A japán nyelvű változat összes zenéje Takanori Ariszava szerzeménye, aki a világhírű Sailor Moon és Galaxy Fraulein Yuna sorozatok zenéit is komponálta. A Digimon Adventure – japánul: Dedzsimon Adobencsá (デジモンアドベンチャー; Hepburn: Dejimon Adobenchā) – sorozatot Japánban először a Fuji TV sugározta 1999. március 7-től következő év március 26-áig.
A sorozat amerikai Fox Kids-es változatának hangrendezői Wendee Lee, Michael Sorich, és David Walsh voltak, akik az eredeti filmzenét az Udi Harpaz és Shuki Levy által alkotott zenére cserélték. Az angol változathoz Shuki Levy a hanganyag egy részét a Starcom: The U.S. Space Force és a Masked Rider sorozatok zenéjéből hasznosított újra. Ugyanakkor a szinkronizálás közben amerikanizálták a szereplők neveit és személyiségüket is némiképp megváltoztatták. Viszont a kor (1990-es évek) szokásával ellentétben a helyszíneket nem honosították, így a történek Japánban játszódik.
Az amerikai stúdió a szinkronizálás mellett kisebb változtatásokat is végrehajtott: a japán írott szöveg nagy részét letörölték vagy lefordították. A meztelenséget, fegyvereket, verekedéseket tartalmazó jeleneteket kivágták vagy cenzúrázták.
Magyarországon 2001. szeptember 12-én a Viasat 3 adó kezdte el vetíteni a sorozat Fox Kids-es cenzúrázott változatát, Digimon címmel. Azonban rossz narráció következtében sok esetben "Digimonok" hallható. Miután a sorozat licensze és szinkronja 2006-ban átkerült az RTL Klubhoz, a hiba következményeként – a szövegkönyvet nem figyelve – az RTL Klub mindegyik sorozatot Digimonokként kezdte közölni. Illetve az amerikai címre is alapozott, amely "Digimon: Digital Monsters". A Viasat hétköznaponként vetítette egy délutáni premierként és egy reggeli ismétlésként is. Az első vetítés novemberig tartott, ezután azonnal ismétlés indult és 2002. februárig tartott a sorozat vetítése. Érdekességként még hozzáfűzhető, hogy a 16.10-kor látható premier után 16.35-kor a német RTL II csatornán is futott az első Digimon sorozat. (Ott vágatlanul és egyben egy sajátos német változattal.)

### Mozifilm

#### Digimon Adventure: Movie
A Digimon Adventure – japánul: Dedzsimon Adobencsá (デジモンアドベンチャー; Hepburn: Dejimon Adobenchā) – az első Digimon film, amely először 1999. március 6-án volt látható Japánban. A film egyfajta kísérleti epizód az őt követő sorozat számára. A történet Tai és Kari kalandjait mutatja be 4 évvel a digivilágba érkezésük előtt.

#### Digimon Adventure: Our War Game!
A Digimon Adventure: Our War Game! – japánul: Dedzsimon Adobencsá: Bokura no Vó Gému! (デジモンアドベンチャー ぼくらのウォーゲーム; Hepburn: Dejimon Adobenchā: Bokura no Wō Gēmu!) – a második Digimon film, amely 2000. május 4-én jelent meg Japánban. A történet pár hónappal Apocalymon legyőzése után zajlik, a főszereplői pedig a sorozatból jól ismert Tai, Matt, Izzy és T.K., de a többi digivégzetes is felbukkan. Valószínű, hogy a filmet az 1983-as WarGames amerikai film ihlette.

#### Digimon: Az igazi film
A Digimon: Az igazi film egy angol nyelvű mozifilm, amit a Fox Kids Észak-Amerikában 2000. október 6-án jelentetett meg. A filmet az eredeti két Digimon Adventure film és a Digimon Adventure 02: Digimon Hurricane Touchdown!! / Supreme Evolution!! The Golden Digimentals film összedolgozásából hozták létre. Megváltoztattak néhány jelenetet és a történet részleteit, hogy a három filmből egy történetet alkossanak.

### Dráma CD
Számos mini-dráma CD is megjelent a Digimon Adventure sorozat futása alatt. Ezek kiegészítő audio drámákat tartalmaznak, amelyek nem befolyásolják a televíziós sorozat történetét. Ezen felül a fő digivégzetesek karakterdalai is szerepelnek a lemezeken. Az első drámát CD-t 1999. november 5-én adták ki, amit két további kiadás követett 1999. december 3-án és 2000. január 7-én.
Az utolsó dráma CD, amelynek címe Digimon Adventure: Original Story: 2 and a Half Year Break 2003-ban jelent meg.

### Light novel
Maszaki Hiro, a Digimon Adventure egyik forgatókönyvírója a sorozat rendezőjével, Kakudó Hirojuki-vel, közösen hozták létre a Digimon Adventure sorozat light novel változatát. A regényt három részre tagolták.

## Digimon 02

### Történet
4 év telik el az eredeti sorozat vége óta. A kiválasztottak élik tovább mindennapi életüket, de kalandjaikat sohasem fogják elfelejteni. TK és Kari folytatja tanulmányait az iskolában. Emellett új barátokat szereznek Davis, Yolie, és Cody személyében. A 02-ben változó a korösszetétel: Davis 11 éves, Yolie 12 éves, TK és Kari eltelt 4 év által szintén 12 éves, Cody csak 9 éves, Ken pedig 13 éves.
Egy napon segélykérést kapnak a Digivilágtól, mert egy új ellenség bukkant fel. Ez az ellenség egy fiatal fiú, aki Digimon-királynak nevezi magát. A terve az, hogy az általa létrehozott fekete tornyokkal meggátolja a Digimonok digitációs képességét és így leigázza világukat.
Davis, Yolie, és Cody új típusú D3-Digitalizálót kap. Majd megismerik Digimonjaikat: V-mon, Hawkmon, és Armadillomon. A speciális Digitalizáló segítségével első körben szabadon tudnak átjárni a két világ között. Ezek mellé a Digimon-Király hatása miatt átmeneti formában – teljesen új hibrid energiaszintű Páncél átalakulásokat kapnak az előző csapat jelképeivel és azokhoz tartozva korlátozott erővel felruházva. Nagyjából Küzdő-Fejlett szint közötti erőt tudnak előhívni, illetve teljes átalakulás helyett a Digimonok csak megnyúlt formával kapnak páncélos felvértezést. A Kari és TK birtokában lévő régi Digikütyük is új típusúvá alakulnak át a saját Páncél-tojások megtalálásával, így teljes bedobással megkezdődik az igazi harc a rejtélyes király ellen... Egyébként az átmeneti hibrid átalakulás Gatomon-nál a legérzékelhetőbb, aki rendhagyó módon kis termetével Küzdő szinten maradt és így alakul át. (Illetve elhagyja a Szent Gyűrűjét.) A sorozat sok csavart és klasszikus formák helyett új Digiváltozásokat tartalmaz.

### Szereplők
Davis Motomiya 
Szinkronhang: Kiucsi Reiko (japán), Brian Donovan (angol), ? (magyar)
A japán változatban Motomija Daiszuke (本宮 大輔; Hepburn: Motomiya Daisuke) néven ismert.
- Digimon: Veemon

 Yolei Inoue 
Szinkronhang: Nacuki Rio (japán), Tifanie Christun (angol), ? (magyar)
A japán változatban Inoue Mijako (井ノ上 京; Hepburn: Inoue Miyako) néven ismert.
- Digimon: Hawkmon

 Cody Hida 
Szinkronhang: Urava Megumi (japán), Philece Sampler (angol), ? (magyar)
A japán változatban Hida Iori (火田 伊織; Hepburn: Hida Iori) néven ismert.
- Digimon: Armadillomon

 T. K. Takaishi 
Szinkronhang: Jamamoto Taiszuke (japán), Doug Erholtz (angol), ? (magyar)
A japán változatban Takaisi Takeru (高石 タケル; Hepburn: Takaishi Takeru) néven ismert.
- Digimon: Patamon

 Kari Kamiya 
Szinkronhang: Araki Kae (japán), Lara Jill Miller (angol), ? (magyar)
A japán változatban Jagami Hikari (八神 ヒカリ; Hepburn: Yagami Hikari) néven ismert.
- Digimon: Gatomon

 Ken Ichijouji 
Szinkronhang: Romi Park (japán), Derek Stephen Prince (angol), ? (magyar)
A japán változatban Icsidzsódzsi Ken (一乗寺 賢; Hepburn: Ichijōji Ken) néven ismert.
- Digimon: Wormmon

### Anime
A Digimon Adventure 02 – japánul: Dedzsimon Adobencsá Zero Cú (デジモンアドベンチャー 02; Hepburn: Dejimon Adobenchā Zero Tsū) – az előző sorozat 50 részes folytatása. Ezt a szériát, akárcsak elődjét, a Toei Animation készítette, és elsőként a Fuji TV mutatta be 2000. április 2. és 2001. március 25. között. A sorozat stábja nagymértékben megegyezik a Digimon Adventure-ével: a rendező Kakudó Hirojuki, a producer pedig Okuda Keiszuke. A zeneszerző ismét Ariszava Takanori, a karakter terveket Nakacuru Kacujosi készítette.
Az Animage magazin 2001-ben közzétett közvélemény kutatása szerint a Digimon Adventure 02 a 17. helyen áll (holtversenyben az 1988-ban megjelent Totoro – A varázserdő titka című filmmel) a magazin olvasói által legemlékezetesebb 21. századi animék ranglistáján.
A sorozatot több országban leadták világszerte szinkronizált/feliratos vagy mindkét változatban. Utóbbira példa Mexikó. A Fox Kids stúdió ismét egy angol nyelvű vágott változatot dobott piacra. A Digimon Adventure 02 sorozat 2002. április másodikán érkezett el a Viasat 3-ra – szintén a Fox Kids-től. Hétköznaponként ugyanúgy premierként és ismétlésként is vetítette, mint elődjét. A magyar címben – immáron jól hallhatóan – Digimon hangzik fel, tulajdonképpen az amerikai változat szerint második szezonként kezelte a Viasat, és az újságokban 55-104 rész között volt prezentálva. Bár értelemszerűen ez is cenzúrázott változat volt, de még az amerikai változat is bőven tartalmaz erőszakosságot. Ezért 3 rész elteltével – kezdés előtti írásos figyelmeztetésként – "10 éven aluliak számára nagykorú felügyeletével ajánlott" minősítést kapott; illetve az első vetítés hirtelen programváltoztatásként megszakadt a 46. résszel (4 epizóddal a vége előtt), és a 2002. november 9-én bevezetett törvényes korhatár-szabályozás által a továbbiakban már 12 évvel meghatározott korhatár-karikával került adásba a sorozat. November 25. naptól – ugyanúgy hétköznaponként  – került adásba 47-50 rész között befejezés és utána megszakított ismétlés december közepéig, majd csak 2003. április-május között került pótlásra a további ismétlés és minden napra beosztva megszakítás nélküli utolsó levetítés. Érdekes egybeesésként – 1 epizód különbségével – 5 évvel később az RTL-t a 48. részből kiemelt kegyetlenkedő jelenet miatt bírálta az ORTT, ugyanis az RTL a Kölyökklubban vetítette és nem elemezte át helytálló módon a sorozatot. Bár a Viasat a 46. rész után az új gyermekvédelmi törvényig felfüggesztette a sorozatot, ám a továbbadott vetítési adataiban mégsem jelezte az átiktatott tizenkettes korhatárt és már ez is hozzájárulhatott az RTL nem megfelelő besorolásához.

### Mozifilm

#### Digimon Adventure 02: Digimon Hurricane Touchdown!! / Supreme Evolution!! The Golden Digimentals
A Digimon Adventure 02: Digimon Hurricane Touchdown!! / Supreme Evolution!! The Golden Digimentals – japánul: Dedzsimon Adobencsá Zero Cú: Dedzsimon Harikén Dzsóriku!! / Csózecu Sinka!! Ógon no Dedzsimentaru (デジモンアドベンチャー02: デジモンハリケーン上陸 / 超絶進化！！ 黄金のデジメンタル; Hepburn: Dejimon Adobenchā Zero Tsū: Dejimon Harikēn Jōriku!! / Chōzetsu Shinka!! Ōgon no Dejimentaru) – a harmadik és egyben a leghosszabb Toei Animation által készített Digimon film. Japánban 2000. július 8-án jelent meg. A történet középpontjában az amerikai digivégzetes Willis áll, aki a sorozatból ismert japán digivégzetesekkel együtt száll szembe a gonosz Wendigomon-nal.

#### Digimon Adventure 02: Revenge of Diaboromon
A Digimon Adventure 02: Revenge of Diaboromon vagy eredeti japán címén Digimon Adventure 02: Diaboromon Strikes Back – japánul: Dedzsimon Adobencsá Zero Cú: Diablomon no Gjakusú (デジモンアドベンチャー02: ディアボロモンの逆襲; Hepburn: Dejimon Adobenchā Zero Tsū: Diablomon no Gyakushū) – a negyedik Digimon film. A One Piece: Clockwork Island Adventure-el egyszerre jelent meg 2001. március 3-án, a Toei Spring Anime Fair 2001 keretein belül és összesen 3,000,000,000 Japán jent kerestek vele. A történet három hónappal MaloMyotismon veresége után zajlik és bemutatja amint a digivégzetesek ismét harcba szállnak Diaboromon ellen. A szereplőgárda az eddig sorozatokból ismert gyerekek: Tai, Matt és a fiatalabb digivégzetesek.

## Digimonszelídítők

### Történet
Ez az anime teljesen független elődeitől.
Takato Matsuki, Henry Wong, és Rika Nonaka teljesen átlagos 12 éves fiatalok volnának. Azzal a különbséggel, hogy saját Digimonjaik vannak, és a Szelídítők világában látszólag mindenféle elrendelt küldetés nélkül tesznek szert a kiváltságra. Így pedig felsőbb ok vezérlése nélkül mindhárom fiatal más-más módon képzeli el a társuk nevelését, ami már önmagában megadja a sorozat sötétebb hangulatát. Rika szerint a Digimon harceszköz, Henry szerint egyenrangú barát, Takato eleinte csak buta játszópajtásként kezeli Guilmon-t. Mindez pedig sok összetűzést okoz közöttük. Legfőképpen Rikával adódnak problémák, ugyanis ő erős személyiségként először ellenségként is lép fel a fiúk ellen. Társaikat speciális Digitalizálók segítségével irányítják, amikhez kártyákat tudnak felhasználni és így tudnak új erőt adni. Például: esetenként Digivolúció közvetlen irányítása, sebesség, erő, esetleg egy másik Digimon támadásának beépítése. Az eredeti változatban a Digikütyü ezúttal D-Power elnevezést kapott, de a német szövegben többnyire Digi-vice maradt és magyarul csak nagyon ritkán hangzik fel a D-Erő kifejezés. Mikor kezdeti problémáik után az úgynevezett Devák elkezdik Japánt megszállni, kénytelenek nézeteltéréseiket félrerakni és egy csapatként dolgozni. A Devák egyfajta digivilági isten küldöttei, akik szembeszállnak az emberi tevékenységekkel és a Digimon-ember partnerkapcsolatokkal. Dolgukat a Hypnos titkos szervezete is nehezíti, ugyanis annak vezetője ki akarja pusztítani az összes Digimont és ezáltal az övéiket is beleértve. A történet során számos új barát csatlakozik hozzájuk: Ryo, Jenny, Kazu, Kenta, és Suzie vagy eredeti nevén Schuchong. Emellett ellenségeik száma is folyamatosan nő. Amikor a Devák elérik igazi és titkos fő céljukat, a fiatalok egy kaput megkeresve támadást indítanak. Kis idő elteltével egy korábbi ismerős Digimon az isten oldalára állva ellenük szegődik és ezután eljutnak a bizonyos isten megférkőzéséhez is. Ám az isten valódi célja és az igazi ellenség végül teljesen másnak bizonyul. Az úgynevezett Halálosztó válik mind a két világ pusztítójává, ami nem Digimon és nem is ember. (Eredeti nevén D-Reaper.) Ez a motívum is teljesen új képet mutat a korábbi két sorozat világképét követően. A Halálosztó egy rózsaszín és forró savas massza, ami folyamatos terjeszkedéssel elárasztja a valódi világot is. A fiatalok egy küldöttnek köszönhetően erőt vesznek át a Digivilágtól, ami a valódi világban lehetővé teszi számukra a Mega Digiváltozást. Az aktuális univerzumban a Mega átalakulás is másmilyen és a gyerekekkel együtt komoly kockázatokkal működik... Végül a Hypnos-szal együtt is félreteszik a nézeteltéréseket és összefognak a Halálosztó ellen. Kemény és reménytelen harcokat követően látszólag mégis rálelnek a megoldásra, ám ezért legvégül egyéb drámai árat fizetnek...

### Szereplők
Takato Matsuki
Szinkronhang: Cumura Makoto (japán), Brian Beacock (angol), Hamvas Dániel (magyar)
Egy fantáziadús fiatal fiú, aki létrehozta saját digimon partnerét. Az idő előrehaladtával a digimonszelídítők nem hivatalos vezetőjévé válik. Annak ellenére, hogy nem egy erős harcos mindent elkövet, hogy segítsen barátainak. A japán változatban Macuda Takato (松田 啓人; Hepburn: Matsuda Takato) néven ismert.
- Digimon: Guilmon → Growlmon → WarGrowlmon → Megidramon (Fertőzött) → Gallantmon

 Henry Wong 
Szinkronhang: Jamagucsi Majumi (japán), Dave Wittenberg (angol), 1. Szokol Péter, 2. Molnár Levente (magyar)
Egy okos félig kínai félig japán fiú. A digimonokra mint barátokra tekint, így nem szereti társát harcba bocsátani. Terriermont egy videójátékban választotta társának. A japán változatban Rí Dzsenrja (李健良; Hepburn: Rī Jenrya) vagy röviden Dzsen (ジェン; Hepburn: Jen) néven ismert. Kínai neve: Lǐ Jiànliáng.
- Digimon: Terriermon → Gargomon → Rapidmon → MegaGargomon

 Rika Nonaka 
Szinkronhang: Orikasza Fumiko (japán), Melissa Fahn (angol), Fésűs Bea (magyar)
Rika lány létére elég barátságtalan és szeret harcolni. A digimonokat eleinte eszköznek, harci fegyvernek tekinti. Azt akarja, hogy partnere, Renamon, legyen a legerősebb Digimon a világon. Viszont idővel rájön, hogy minden digimon érző lény, nem pedig egy adathalmaz. A japán változatban Makino Ruki (牧野 留姫; Hepburn: Makino Ruki) néven ismert.
- Digimon: Renamon → Kyubimon → Taomon → Sakuyamon

 Ryo Akiyama 
Szinkronhang: Kanemaru Dzsunicsi (japán), Steve Staley (angol), ? (magyar)
Ryo egy legendás / rejtélyes digimonszelídítő, aki eltűnt miután legyőzte Rikát. Győzelmével ő lett a Digicsata kártya bajnok. A japán változatban Akijama Rjó (秋山 リョウ; Hepburn: Akiyama Ryō) néven ismert.
- Digimon: Monodramon → ~StrikeDramon~ → Cyberdramon → Justimon (StrikeDramon nem szerepel a sorozatban.)

 Jen Katou (Jeny) 
Szinkronhang: Aszada Jóko (japán), Bridget Hoffman (angol), Simonyi Piroska (magyar)
Takato régi barátja az iskolából. Kedves lány, aki sokat mosolyog. Ő is Digimonszelídítővé válik. A japán változatban Kató Dzsuri (加藤 樹莉; Hepburn: Katō Juri) néven ismert. Egyéb változatokban Jeri a neve. (Nálunk a német szövegkönyv alapján Jenny.)
- Digimon: ~Elecmon~ → Leomon → ~GrapLeomon~ → ~BanchoLeomon~ (Csak Leomon-ként szerepel.)

 Kazu Shioda 
Szinkronhang: Tamaki Júki (japán), Brad MacDonald (angol), Előd Álmos (magyar)
Takato egyik barátja és a digimonszelídítők viccforrása. Általában jó barátja, Kenta, társaságában látni, akivel igazi komédiás párost alkotnak. A japán változatban Siota Hirokazu (塩田 博和; Hepburn: Shiota Hirokazu) néven ismert.
- Digimon: ? → Guardromon → Andromon → ~HiAndromon~

 Kenta Kitagawa 
Szinkronhang: Aojama Tóko (japán), Steven Blum (angol), 1. Pálmai Szabolcs, 2. Moser Károly (magyar)
Takato és Kazu barátja, akikkel gyakran Digicsata-kártyázik. Ugyan kissé szégyenlős, de attól még szeret barátaival viccelődni. A japán változatban Kitagava Kenta (北川 健太; Hepburn: Kitagawa Kenta) néven ismert.
- Digimon: Marine-Angemon Ő egy úgynevezett különleges pixie digimon kis termettel és mega szintű energiával. Különlegessége, hogy létformája egyetlen szintből áll és kis termete ellenére rögtön mega energiával áll rendelkezésre. Viszont sajnos képtelen az értelmes beszédre.

 Suzie "Schiuchong" Wong 
Szinkronhang: Nagano Ai (japán), Peggy O’Neal (angol), ? (magyar)
Henry kishúga és a harmadik legfiatalabb digimonszelídítő. (Ai és Mako után.) Mivel eleinte nem tudta, hogy Terriermon él, úgy kezelte mint egy plüss játékot a digimon nagy bosszúságára. A japán változatban Rí Siucson (李 小春; Hepburn: Rī Shiuchon) néven ismert. Kínai neve: Lǐ Xiǎochūn.
- Digimon: Lopmon → ~Turuiemon~ → Antylamon → ~Cherubimon~ (Csak Lopmon-ként és Antylamon-ként szerepel.)

 Ai és Mako 
Szinkronhang: Terada Haruhi és Macumoto Miva (japán), Rebecca Forstadt és Wendee Lee (angol), ? (magyar)
Ai és Mako a két legfiatalabb digimonszelídítő, Impmon társai. Impmont játékként kezelték, folyton veszekedtek rajta. Ezt a digimon megelégelte és elszökött. A japán változatban Ai (アイ; Hepburn: Ai) és Makoto (マコト; Hepburn: Makoto) néven ismertek.
- Digimon: Impmon → ~Wizardmon~ → ~Balmon~ → Beelzemon → Beelzemon Blast Mode (Csak kezdő és mega szinttel szerepel.)

 Calumon 
Kurumon (クルモン; Hepburn: Kurumon)
Szinkronhang: Kaneda Tomoko (japán), Brianne Siddall (angol), ? (magyar)
 Impmon / Beelzemon 
Inpumon (インプモン; Hepburn: Inpumon) / Beruzebumon (ベルゼブモン; Hepburn: Beruzebumon)
Szinkronhang: Takahasi Hiroki (japán), Derek Stephen Prince (angol), Vári Attila (magyar)

### Anime
Az 51 részes Digimon-Tamers animesorozatot 2001-ben a Toei Animation stúdió készítette, rendezője Kaizava Jukio, a zeneszerző Ariszava Takanori, a karakter design-ért pedig Nakacuru Kacujosi volt a felelős. A Digimon-Tamers – japánul: Dedzsimon Teimázu (デジモンテイマーズ; Hepburn: Dejimon Teimāzu) – animét elsőként Japánban a Fuji TV vetítette 2001. április és 2002. március 31. között.
A Viasat 3 csatorna ezúttal a sorozat eredeti japán változatát szerezte meg a münchen-i CTM Concept TV & Merchandising forgalmazótól a német változat saját szövegkönyvével. 2003. szeptember 6.-ától 12+ korhatárral és "Digimonszelídítők" elnevezésével került képernyőre. Ezáltal egyértelműen leválasztható lett volna az eddigi amerikai Digimon-közegből, de furcsa módon programjelzések és újságok – 105. résztől tovább haladva – folyamatosan Digimont közöltek. Ismeretlen körülmény, hogy milyen forrásból származik a hiba. Rendhagyó módon csak a német változatban a Juri nevű lány Jen nevet és Jeny becenevet kapott, miközben az amerikai változatban Jeri-re lett keresztelve. 
A Szelídítők sorozata 2005. év tavaszáig bezáróan többször is adásba került. Eleinte hétvégenként 9.15-kor került adásba heti 2 résszel újonnan bevezetett ifjúsági blokk keretében. (Ez 2005-ben meg is szűnt.) Gyermek-rajzfilmeket követően első korhatáros és átvezető tartalomként szerepelt, majd élőszereplős állat-karakterekkel ellátott sorozatok követték az adásban. (Mint pl. Bundás és Katts.) Rendhagyó módon a Viasat kettébontotta a sorozat megszerzését vagy csak a szinkronizálását. 26 részt követően (egy új történetszálba belekezdve) szünetre került a sorozat vetítése, majd fél év elteltével 2004. március 6.-án folytatódott ugyanolyan időpontban, illetve a 27. résztől más szinkronstúdió dolgozott a sorozaton. 2004. május 30.-án újraindult a sorozat az eddigi időpontjával. Ám ezután újabb ismeretlen hiba lépett fel a programközlésekben, ugyanis újságok 9.15 helyett 8.45-re jelezték és összecserélték egy gyermek-rajzfilmmel. 2004. év decemberében az ismétlő vetítés karácsonyi programstruktúra miatt megszakadt a 48. résszel, a maradék 3 rész pótlása és egyben utolsó vetítés 2005. év februárjától hétköznaponként hajnali 05.30 után történt.
A Digimonszelídítők sorozata a Digimon-franchise harmadik darabja, de története független az előző két sorozattól. Elődeivel ellentétben komorabb hangvételű és Dave Wittenberg angol szinkronszínész szerint az új sorozat komolyabb és idősebb nézők számára könnyebben érthető a bonyolult fogalmak miatt.

### Mozifilm

#### Digimon Tamers: Battle of Adventurers
A Digimon Tamers: Battle of Adventurers – japánul: Dedzsimon Teimázu: Bókensa-tacsi no Tatakai (デジモンテイマーズ 冒険者たちの戦い; Hepburn: Dejimon Teimāzu: Bōkensha-tachi no Tatakai) – az ötödik Digimon film, ami Japánban 2001. július 14-én jelent meg. A történet a digimonszelídítők nem épp békés nyári vakációját mutatja be, amint a fiatal hősök és társaik megküzdenek a gonosz Mephistomon-nal. Korai promóciós információk arra utaltak, hogy a film cselekménye nem része a Digimonszelídítők történetének, de a film elkészülése után ez hamisnak bizonyult.

#### Digimon Tamers: Runaway Locomon
A Digimon Tamers: Runaway Locomon, melyet Japánban eredetileg Digimon Tamers: Runaway Digimon Express – japánul: Dedzsimon Teimázu: Bószó no Dedzsimon Tokkjú (デジモンテイマーズ 暴走デジモン特急; Hepburn: Dejimon Teimāzu: Bōsō no Dejimon Tokkyū) – címen adtak ki 2002. március 2-án a hatodik Digimon film. Fél évvel D-Reaper legyőzése után járunk és a digimonszelídítők egy meglepetés bulit szerveznek Rika-nak, viszont hála egy elszabadult Locomon-nak a dolgok korántsem mennek zökkenőmentesen. A film betekintést nyújt Rika családi életébe, melyet a sorozat nem mutat be, s ugyanakkor megerősíteni azt a tényt, hogy a digimonszelídítők újra találkoztak partnereikkel miután a sorozat véget ért.

### Elbeszélés
A Digimon Tamers 1984 – japánul: Dedzsimon Teimázu 1984 (デジモン テイマー ズ 1984; Hepburn: Dejimon Teimāzu 1984) – egy 2002-es elbeszélés, melyet Chiaki J. Konaka írt és Vatanabe Kendzsi illusztrált. A SF Japan, egy japán sci-fi irodalom magazin, 5. kötetében jelent meg. A történet a Digimon franchise idősebb rajongóinak készült, s leírja hogyan hozta létre a Vad Banda (Wild Bunch) csapat a Palo Alto egyetemen a Digimonok első változatát.

### Dráma CD
A Digimon Tamers: Original Story Message in the Packet – japánul: Dedzsimon Teimázu: Oridzsinaru Szutórí Messzédzsi in za Paketto (デジモンテイマーズ オリジナルストーリー メッセージ・イン・ザ・パケット; Hepburn: Dejimon Teimāzu: Orijinaru Sutōrī Messēji in za Paketto) – egy hangjáték (dráma CD) mely 2003-ban jelent meg, az eredeti szeijúk nagy részének közreműködésével. A történet egy évvel az anime sorozat vége után játszódik mikor a digimonszelídítők még mindig nem láthatták viszont partnereiket. A Vad Banda lehet talált egy módot, hogy üzenetet küldjenek a Digimonoknak, viszont korántsem biztos, hogy az üzenetek célba érnek.
A Digimon Tamers: Runaway Locomon című film és a hangjáték alaphelyzete konfliktusban áll egymással, hisz a film története fél évvel a sorozat vége után zajlik és a digimonszelídítők ismét találkoznak partnereiket, míg a hangjáték egy évvel az eredeti sorozat után játszódik, de a gyerekek még nem látták viszont kis barátaikat.

## Digimon Frontier ~ Digimonok: Az új kaland

### Történet
A Digimon Frontier alapjaiban eltér minden eddigi Digimon animétől. A történet teljesen másféle Digivilágban játszódik. A Digivilágból Ophanimon névvel az egyik Digimon-isten segítségül hív néhány fiatalt, akik Digimon-partnerség helyett ők változnak át különböző ősi erejű hibrid Digimonokká. Ez a Digivilág egy alternatív valós világ dimenziójának másik rétege.
Kerpymon által Ophanimon a Rose Morning Star kastélyban raboskodik. Ophanimon egy segélykérést küld a valós világba. Néhány gyerek megkapja ezt az üzenetet a mobiltelefonjára és ez az üzenet elvezeti őket a Shibuya vonatállomásra. Itt egy földalatti állomáson egy Trailmon-ba szállnak, ami elviszi őket a Digivilágba. Ophanimon kiválasztottjai német-angol-magyar változatban: Takuya Kanbara, Koji Minamoto, JP Shibayama, Zoe Ayamoto, és Tommy Hyomi. Koichi Kimura később csatlakozik a csapathoz, illetve őt eredetileg Ophanimon helyett Kerpymon választotta ki gonosz célokra és a történet folyamán megtisztul a befolyása alól. A jelenlegi világ Digivégzetesei olyan Digiszellemek erejét használják, amiket ősi legendás harcosok hagytak hátra. Ezek segítségével Digimonokká tudnak alakulni és így tudnak harcolni a gonosz erők ellen.
A Digiszellem más nyelveken Spirit és D-Spirit elnevezéssel fut, illetve különböző típusok állnak rendelkezésre és ezek lentebbi menüpontban olvashatók. Az átalakuláshoz és egyéb plusz funkciókhoz természetesen szintén szükség van egy Digikütyüre, ami az angol alapú változatokban ezúttal szójátékos D-Tector néven fut. A Spirit-ek tárolására és az ellenségek kódlopásával kapcsolatban adatkódok visszaszerzésére-tárolására is alkalmas, ezért magyarul Digitár megnevezést kapott. A Spirit-ek tárolása és az azokkal kapcsolatos hibrid energiaszintű átalakulás így hasonlít a Digimon 02 sorozatból látható D-Terminal eszköz funkciójához az Armor vagy Páncél átalakulás közvetítésével.

### Magyar vetítés
E sorozatot már az Animax és az RTL Klub vetítette, illetve alapvetően az RTL szerezte be a münchen-i CTM-től kevert német-angol változattal. Pontosabban: a német változat szövegkönyvén alapulva átformált angol szövegkönyvvel érkezett. Az utóbbi helyzetet tetőzve az RTL valamiért az első sorozat kifejezéseihez kért igazítást, így a vágatlan japán változaton mégis sok csorba esett és eléggé negatív kritikákat kapott a rajongóktól. Emellett az RTL az első Digimon sorozat szinkronhibája miatt rendelt be magának többesszámosítást és így alakult ki sablonosított cím új kalandként. Az Animax elsőbbséget kapott az RTL-től és 2008. szeptembertől vetítette háromszor, majd az RTL októbertől vetítette le kétszer 12+ korhatárral. A Digimon sorozatok pályafutása sok hányattatás után ezzel véget ért nálunk.

### Szereplők
Takuya Kanbara 
Szinkronhang: Takeucsi Dzsunko (japán), Michael Reisz, Dave Wittenberg (angol), Szalay Csongor (magyar)
A japán változatban Kanbara Takuja (神原 拓也; Hepburn: Kanbara Takuya) néven ismert.
- Szellemharcos: Agunimon (H-Spirit)
- Szellembestia: Burning-Greymon (B-Spirit)

 Koji Minamoto 
Szinkronhang: Kamija Hirosi (japán), Steve Staley (angol), Előd Botond (magyar)
A japán változatban Minamoto Kódzsi (源 輝二; Hepburn: Minamoto Kōji) néven ismert.
- Szellemharcos: Lobomon
- Szellembestia: Kendo-Garurumon / KendoGarumon

 J.P. Shibayama 
Szinkronhang: Amada Maszato (japán), Steven Blum (angol), Szvetlov Balázs (magyar)
A japán változatban Sibajama Dzsunpei (柴山 純平; Hepburn: Shibayama Junpei) néven ismert.
- Szellemharcos: Beetlemon
- Szellembestia: Metal-Kabuterimon

 Zoe Ayamoto 
Szinkronhang: Isige Szava (japán), Michelle Ruff (angol), Talmács Márta (magyar)
A japán változatban Orimoto Izumi (織本 泉; Hepburn: Orimoto Izumi), míg az angol változatban Zoe Orimoto néven ismert.
- Szellemharcos: Kazemon
- Szellembestia: Zephirmon

 Tommy Himi 
Szinkronhang: Vatanabe Kumiko (japán), Brianne Siddall (angol), Baráth István (magyar)
A japán változatban Himi Tomoki (氷見　友樹 ; Hepburn: Himi Tomoki), míg az angol változatban Tommy Himi néven ismert.
- Szellemharcos: Kumamom
- Szellembestia: Korikakumon

 Koichi Kimura 
Szinkronhang: Szuzumura Ken'icsi (japán), Crispin Freeman (angol), Magyar Bálint (magyar)
A japán változatban Kimura Kóicsi (木村　輝一; Hepburn: Kimura Kōichi) néven ismert.
- Szellemharcos: Löwemon
- Szellembestia: Kaiser-Leomon / Jäger-Leomon

## Digimon Savers

### Történet
A Savers (Data Squad) tulajdonképpen inkább az Adventure és a Tamers keverékeként fogható fel.
A Történet középpontjában a DATS (Digimon Accident Tactics Squadron/Data Squad) szervezet alkalmazottai állnak.
A főszereplő Masaru Daimon (Marcus Damon), egy 14 éves gimnazista, aki egy napon találkozik a DATS által Raptor-1-nek kódjelzett óriás növésű Agumonnal, és miután egy igazságos, döntetlennel zárult bunyóban megállapítják egymásról, hogy mindketten kiváló harcosok, Agumon az ő "Nagy Testvérének" (Aniki (JP) Grosse Bruder (német)) fogadja Masarut. (Furcsa elszinkronizálás, hogy az angol szinkronban boss-nak "főnöknek" titulálja, míg Masaru hű alkalmazottjának, miközben Masaru valójában Kis tesónak nevezi Agumont). Masaru és Agumon később csatlakoznak a DATS kötelékéhez nagyobb kihívásokat remélve.
A másik főszereplő Yoshino Fujieda, Yoshi, aki partnerével Lalamonnal már eleve a DATS alkalmazsában állnak. Ők követik, és felügyelik Masaru minden mozdulatát az első két epizódban, majd mindig azzal tölti az idejét, hogy Masarut kioktassa arról, hogy mit és hogyan tesz (rosszul).
A Harmadik főszereplő Touma H. Nornstein  aki a harmadik részben mutatkozik be. Félig osztrák, félig japán származású zseni, aki az Európai kutatási csoporttól tér vissza. Először nem bírják egymást Masaruval kiállni, de végül megtanulják tisztelni egymást és barátságot kötnek.
A Történet alapjául az szolgál, hogy egy bizonyos idő óta a Digitális és a valós világ közötti dimenzióshatár meggyengült, és egyre-másra nyílnak kapuk a világok között, amiken keresztül vad digimonok szöknek a világunkba.
Miután a nagy csapat összeállt egy sor különböző vad digimon ellen vívott harc után találkoznak első igazán komoly ellenfelükkel, Merucimonnal, a Digi-világ egyik vezetőjével, és nevelt ember gyermekével Ikuto Noguchival (Keenan Crier). Ikuto társa, Falcomon, egy elveszett Digitojás miatt érkezik a világunkba, Merucimon pedig nem sokkal később követi őt, miután a tojásból kikelt Biyomon sajnos meghal miközben óvni próbálja Chika-t, Masaru kishúgát.
Később, ugyanez a Biyomon visszatér immár Garudamonná fejlődve, és csak Masaru szeretete amit a családja iránt érez, és Risegreymon ereje tudja megállítani a tomboló digimont, aki végül újra digitojássá válik, és a DATS visszaküldi a digivilágba.
Ezek után a három főszereplő úgy dönt, személyesen veszi fel a harcot Merucimon ellen és a Digi-világba mennek, ahonnan egy reménytelen csata után tudnak csak megmenekülni, Yoshima vezér tábornok segítségével, aki Sampson parancsnok mellett a DATS egyik megalapítója.
Nem sokkal később egy tomboló Saber Leomon (ultimate/Mega) érkezik a világunkba, és mikor minden remény veszni látszik, egy rejtélyes Digimon bukkan fel és végez a bestiával, de annak a digitojása egyszerűen megsemmisül, így soha többet nem éledhet újra.
Ekkor tűnik fel Kurata Professzor, aki egy újabb expedíciót vezet a Digi-világba, béketárgyalások ürügyén, de valójában csak Merucimonnal akar végezni, aki már egyszer megállította őt és rémtetteit, amikor megtámadta a digi-világot és megölte Ikuto nevelőanyját, Frigimont.
Merucimon ezért nevelte fel Ikutot ugyanis, és végül, mielőtt Kurata keze által meghalna, elmondja ezt neki. Ikuto elkeseredésében teljesen összeomlik és nem hajlandó elfogadni a segítséget még új barátaitól sem.
Mikor aztán visszatérnek a valós világba, elfogják őket, és a három főhős memóriáját törlik. Ikutót, a parancsnokot és a DATS két másik ügynökét pedig bezárják a Digimonokkal együtt, de azok kiszabadulnak, és segítenek a barátaiknak újra emlékezni.
Miután kiszabadítják Ikuto Szüleit, újra a Digivilágba mennek, de három Hybrid Bio Digimon útjukat állja. A parancsnok és Kudamon éppen időben érkeznek, hogy megmentsék őket, de később kiderül, hogy így sem tudták lerázni őket.
A három főhős Digi-Vice-ja tönkremegy, amikor akkora mennyiségű Digilelket szabadítanak fel, ami egyszerűen már túl sok. Ezért elindulnak, hogy megkeressék Masaru édesapját, aki feltalálta ezeket az eszközöket.
Ekkor újra Kurata Gisomon XT digimonjaiba ütköznek, de BanchouLeomon, egy ősi harcos Digimon megmenti őket, és megtanítja a három főhősnek, hogyan használják a digilelket megfelelően.
Nem sokkal később megérkeznek az Ősi városba ahol Masaru apjának egész kultuszt szenteltek, de Kurata és a három biodigimonná változó alak megint keresztülhúzza a számításaikat, és a város átkerül a mit világunkba, ahol egyszerűen megsemmisítik, a lakóival együtt, Masaru és a többiek szerencsére legyőzik a három nemezisüket, de Kurata még megmaradt, és Toumát látszólag maga mellé állítja, és megpróbálja életre kelteni a démoni Belphemont, de Touma keresztül húzza a számításait, így kénytelen egyesülni Belphemonnal, így egy még hatalmasabb démoni lényt, Belphemon Rage Mode-ot létrehozva.
Elkeseredett csatában, végül Masaru és Shine Greymon Sugár Módban (Shine Greymon Burst Mode) legyőzik Belphemont, de Kurata még halála előtt felrobbant egy térátugró szerkezetet, ami végleg lerombolja a két világ közötti védőfalat.
Minden remény veszve látszik, de BanchouLeomon minden energiáját felhasználva életre hívja a saját Sugár Módú alakját és ezzel tartja vissza a két világot a mindent elpusztító ütközéstől.
Masaru és társai eközben elindulnak a Digivilágba, hogy felkeresség Yggdrasilt, a Digimon Istent, aki talán segíthet nekik, de minden eddiginél nagyobb meglepetés éri őket, amikor Yggdrasil, aki most Daimon professzor testében van, úgy döntött, egyszerűen elpusztítja a mi világunkat, hogy menteni tudja a Digi-világot.
Mielőtt azonban bármit is tehetnének, a Királyi lovagok (Royal Knights: Dukemon, Omegamon, Ulforce Veedramon, Magnamon, Dynasimon, Crniumon és RoseKnightmon) útjukat állják, és csak Sleipmon (az utolsó, hiányzó lovag) menti ki őket, de közben ő maga is súlyos sérüléseket szenved.
Kiderül, Sleipmon nem más, mint a parancsnok partner digimonja, Kudamon, aki egyfajta nagykövetként él a mi világunkban.
Azonban a Király lovagjai újra támadnak, de Duftmon (Leopardmon) és RoseKnightmon is vereséget szenvednek, Ikuto, Touma és Yoshi pedig követi Masarut, aki visszament Yggdrasilhoz, hogy meggyőzze arról, hogy béke kell a világok között. Éppen időben érkeznek, és legyőzik Craniumont, aki átáll az ő oldalukra, és átveszi BanchouLeomon helyét a világok ütközésének elkerülése érdekében.
Mindeközben Masaru és társai átverekszik magukat Yggdrasilig, és Masaru minden eddiginél hatalmasabb Digilelket felszabadítva áttör az Yggdrasilt védő falon és sikerül kiütnie őt. (ez szokásává vált.) Ekkor jelenik meg BanchouLeomon és mondja el, hogy valójában ő és Masaru apja egy és ugyanaz a személy, mert nem sokkal korábban, Merucimon halála után Suguru Daimon látni akarta a fiát, és ezért BanchouLeomonnak adta a lelkét, hogy magával vihesse hozzá de ezt Yggdrasil háta mögött tette, ezért az bosszúból ellopta a testét.
BanchouLeomon feláldozza magát azért, hogy Masaru és társai hazatérhessenek, de Yggdrasil egy hatalmas új testben (Galacticmon) újjászületik és a valós világra támad. Masaru és Társai elkeseredett harcot vívnak, és végül Agumon és Masaru barátságának erejével le tudják győzni a hatalmas istent (ami a Digi-világot irányító számítógép), és végül Suguru is visszatér, mert Yggdrasil, hálából, mert Masaru megmutatta neki, hogy ember és Digimon tud együtt élni békében, újra életre keltette őt.
Végül a Királyi lovagok, akik igazságérzetük miatt fellázadtak uruk ellen, együttes erővel újra felállítják a dimenziós határt és már csak a DATS főhadiszállásán marad egy kapu a Digi-világ felé, Agumon és a többi Digimon, kiegészülve a visszatérő Biyomonnal és Gotsumonnal (Ikuto egy régi barátjával), hazatérnek, és Masaru is velük tart, mint Békefenntartó a másik világ küldötteként.
Mindenki visszatér a régi életéhez Chika és Ikuto egy iskolába járnak, Touma megtalálja a kishúga betegségére a gyógymódot, és ezért 19 évesen Orvosi Nobel Díjat kap, Yoshino és barátai pedig a rendőrséghez csatlakoznak, a DATS megszűnése után, Yoshima vezér tábornok pedig végleg nyugdíjba vonul.

### Szereplők
Daimon Maszaru (大門 大; Hepburn: Daimon Masaru)
Szinkronhang: Hosi Szóicsiró (japán), Quinton Flynn (angol)
Egy önfejű, kemény öklű 14 éves gimnazista, aki az esze helyett inkább a kőkemény öklét használja és bízik a jó szerencséjében. Partner digimonja Agumon, és az angol szinkronban a mottója "It's Fightin' time", magyarul Eljött a harc ideje (vagy Csapjuk szét őket) ami kiegészíti agresszív stílusát, ami az utcai harcos mivoltából ered. A tettek embere és az egyetlen ami igazán számít neki, az a családja: kishúga Csika és édesanyja Szajuri, valamint legjobb barátja Agumon. Az angol változatban Marcus Damon néven ismert.
Agumon
Szinkronhang: Macuno Taiki (japán), Brian Beacock (angol)
Egy hatalmasra nőtt sárga agumon, aminek két vörös csuklószalagja van. Az eredeti agumontól pedig, nagy kerek orrlyukai, magassága (majdnem akkora, mint Maszaru), óriási étvágya és harcias természete különbözteti meg.
- Szint: újonc (Rookie)
- Fejlődés: Koromon → Agumon → GeoGreymon → RiseGreymon → ShineGreymon → ShineGreymon Sugár mód → ShineGreymon Tomboló mód

Tóma H. Norstein (トーマ・H・ノルシュタイ; Hepburn: Tōma H. Norushutain)
Szinkronhang: Nodzsima Hirofumi (japán), Crispin Freeman (angol)
A fiatal zseni a csapatban, aki minden lépését előre megtervezi, és ésszel harcol brutális erő helyett. Tökéletesen kiegészítik egymást Maszaruval. Félig osztrák, félig japán származású, s annak ellenére, hogy még csak 14 éves már elvégezte a stockholmi Királyi Műszaki Egyetemet. Az angol változatban Thomas H. Norstein néven ismert.
Gaomon
Szinkronhang: Nakai Kazuja (japán), Skip Stellrecht (angol)
Gaomon egy kétlábon járó kutyának látszik boxkesztyűkkel. Egy alaszkai malamutra hasonlít, kékben, és a farka is éppúgy kunkorodik fel. A fején vörös szalagot visel. Intelligens, taktikus harcos, akárcsak partnere, akit csak Mesternek nevez.
- Szint: újonc (Rookie)
- Fejlődés: Gaomon → Gaogamon → MachGaogamon → MirageGaogamon → MirageGaogamon Sugár mód

Fudzsieda Josino (藤枝 淑乃; Hepburn: Fujieda Yoshino)
Szinkronhang: Aragaki Jui (japán), Colleen O’Shaughnessey (angol)
Egy fiatal rendőrnő, akit a DATS különleges ügynökének választottak. Ő teremti meg az egyensúlyt Maszaru és Tóma között, és legtöbbször ő az, akire a hálátlan feladat hárul, hogy elvigye a balhét a két fiú helyett is. Így nem is csoda, hogy gyakran hajtogatja, hogy "Ez a legrosszabb...". Az angol változatban Yoshino "Yoshi" Fujieda néven ismert.
Lalamon
Szinkronhang: Jukana (japán), Dorothy Elias-Fahn (angol)
Egy virágbimbónak tűnő digimon, ami a levegőben lebeg a társa mellett. Barátságos, ám kissé pesszimista természetű, akárcsak Josino.
- Szint: újonc (Rookie)
- Fejlődés: Lalamon → Sunflowmon → Lilamon → Rosemon → Rosemon Sugár mód

Nogucsi Ikuto (野口 イクト; Hepburn: Noguchi Ikuto)
Szinkronhang: Kugimija Rie (japán), Brianne Siddall (angol)
Egy gyermek, aki egyidős Csikával, Maszaru kishúgával, de vad digimonok nevelték fel 6 éves korától, mikor nevelőanyja, Frigimon meghalt Kurata támadásakor. Vad, fékezhetetlen harcos, és maga is aktívan kiveszi részét a csatákból. Az általa helyesnek vélt igazságért harcol társa és legjobb barátja Falcomon mellett. Az angol változatban Keenan Crier néven ismert.
Valójában neki van a legkönnycsordítóbb múltja, hiszen a szülei a DATS-nek dolgoztak egy Digikapu felépítésén, de egy szerencsétlen baleset miatt (villám csapott a gépbe), az akkor még alig 1 éves Ikuto eltűnt a kapuban és egy Frigimon találta meg, aki magához vette, és Merukimon, a Jeges vidék urának engedélyével saját gyermekeként nevelte haláláig. Ezután Merukimon nevelte tovább azzá a 10 éves harcossá, aki azt hitte magáról, hogy digimon, egészen addig, amíg Maszaru rá nem döbbentette az igazságra. Az igazi szüleit csak akkor fogadta el, amikor már Merukimon is meghalt, ezzel elveszítve az utolsó digimont, akihez tényleges szeretet fűzte, akit úgy szeretett, mint az édesapját.
Falcomon
Szinkronhang: Kódzsiro Csie (japán), Steven Blum (angol)
Egy fekete sólyomhoz hasonlító digimon, aki egy nindzsa képességeivel bír és a Nindzsamonok támogatását élvezi. Szoros barátság fűzi Ikutohoz, akit mindenkor, akár saját testi épsége árán is védelmez.
- Szint: újonc (Rookie)
- Fejlődés: Tokomon → Falcomon → Peckmon → Yatagaramon → Ravemon → Ravemon Sugár Mód

### Digimon Frontier

#### A Spirit-ek és az átalakulások magyarázata
10 jelkép van, 1 jelképhez 2 Spirit tartozik.
Az alábbiakban a könnyebb érthetőségért az eredeti japán-angol kifejezések honosítása szerepel, ugyanis a magyar szinkron nagy mértékben semmibe vette a Spirit-ekkel kapcsolatos fogalmakat.
Spirit Evolution: Szellem Átalakulás
A sima Harcos Szellemek vagy inkább Szellemharcosok betöltése, amit a Szellembestiák megjelenése után – külföldi változatokban – a megkülönböztetés kedvéért átneveztek Szellemharcos Átalakulásra.
Slider Evolution: Csúszó Átalakulás
Gyorsan történő "ugráló" átalakulás két alak között.
Beast Spirit Evolution: Szellembestia Átalakulás
Értelemszerűen a Szellembestiák használata.
Double Spirit Evolution: Dupla Szellem Átalakulás vagy Kombinált Szellem Átalakulás
Szellemharcos és Szellembestia egyesítése egy Digimonná, ez már erősebb Fejlett szintű Digimont eredményez.
Hyper Spirit Evolution: Összesített Szellem Átalakulás 
10-10 Spirit legerősebb vagy legjellemzőbb részeinek egyesítése egy-egy Mega Digimonná. Két szereplő képes erre, tehát két ilyen Digimon létezik.
Ancient Spirit Evolution: Ősi Szellem Átalakulás
Az összes Spirit egyesítése egy isteni hatalmú Digimonná. Ezáltal Susanoomon jön létre.
Kiegészítés
Bár egy Szellembestia erősebbnek tűnik egy Szellemharcosnál, de nagyjából hasonló hibrid energiaszinten állnak. Ebben a sorozatban – az előzőektől ezáltal is eltérően – alapvetően nem határoznak meg Küzdő és Fejlett szintet, mert a Frontier-ben úgynevezett hibrid fejlődéseket mutatnak be. Mindazonáltal Küzdő és Fejlett szint között feleltethetők meg, mint a 02 sorozat páncélozott Digimonjai. A kétféle Spirit egyesítésével létrejött fuzionált Digimonok pedig már egyértelműen erősebb Fejlett Digimonokkal vannak egy szinten.

#### A sorozatban szereplő digimonok
Szellemharcosok: Agunimon, Lobomon, Beetlemon, Kazemon, Kumamon, Lanamon, Mercurymon, Grumblemon, Arbormon, Löwemon, és Duskmon fertőzöttként.
Szellembestiák: Burning-Greymon, Kendo-Garurumon, Metal-Kabuterimon, Zephiremon, Korikakumon, Calmaramon, Sephirothmon, Gigasmon, Petaldramon, Käiser-Leomon, és Duskmon-é Velgemon.
A Kombinált Szellem Evolúció digimonjai: Aldamon és BeoWolfmon.
Az Összesített Szellem Evolúció digimonjai: Kaiser-Greymon és Magna-Garurumon.
Az Ősi Szellem Evolúció digimonja: Susanoomon.

### Fogalmak
- Digilélek:

Egy hatalmas erő, ami az emberekben, és csak egy pár hatalmas erejű digimonban lakozik.
Ezt az erőt elsősorban az emberek érzelmei tudják befolyásolni, mivel kiderül, hogy a világunkba érkező digimonok az őket körülvevő emberek érzelmi hullámhosszától függően viselkednek.
A legnagyobb erőt a bátorság, az elszántság és a harag képes termelni, de a harag ereje veszélyes is lehet, amit nem lehet irányítani (Shine Greymon Ruin Mode).
Masaru ezt az erőt a Puszta ökle egyetlen ütésével képes életre kelteni, és ezzel képes Agumonnak erőt adni a továbbfejlődéshez (Digivolúcióhoz).
Minden embernek meg van ez a képessége mint az az utolsó részben kiderül, hiszen azokban a gyerekekben és emberekben is életre kel a Digilélek, akik legalább egyszer érintkeztek a digimonokkal.
- Digilélek Feltöltés:

A Feltöltés adja át a Digilélek erejét a digimonoknak, ami a Digivice eszköz segítségével közvetíthető a digimonok felé.
Az elsődleges parancs, a "Digilélek feltöltés!" (Digisoul Charge!) ami a bajnok (Champion) szintre fejleszt egy digimont.
A második, sokkal erősebb, a "Digilélek Teljes Feltöltés!" (Digisoul Full Charge!) amikor a tökéletes (Perfect/Ultra) szintre fejleszt.
A harmadik, és egyben egyik legerősebb a "Digilélek feltöltés, Túlpörgetés!" (Digisoul Charge, Overdrive!) ami a végső (Ultimate/Mega) szintre fejleszt.
A leghatalmasabb erőt a "Feltöltés, Digilélek Sugárzás!" (Charge, Digisoul Burst!) adja ami a minden szint feletti "Sugár Módba" (Burst Mode) emel egy Mega Digimont.
- Bio Hybrid:

Bio Hybrid az a digimon, amivé egy ember fejlődik, akinek Digimon génjei is vannak.
- Sugár mód:

Egy még a Mega szintnél is nagyobb erőt garantáló forma, ami csakis a Digilélek harmonikus felhasználásával és az emberi érzelmek tökéletes kordában tartásával érhető el.
Ha nem sikerül tökéletesen kordában tartani az érzelmeket, a fejlődés korrupttá válik és az úgynevezett Tomboló Sugár mód, azaz Ruin mód jön létre, amiből egy digimon csak akkor tud kiszabadulni, ha önmegsemmisíti önmagát.

## Viasat utáni magyar vetítések
2006. februárra a Viasat 3 átadta az első 3 sorozat licenszét az RTL Klubnak, az RTL Klub pedig német forgalmazótól megszerezte a Digimon Frontier című sorozat eredeti változatát.
A korábbiakban említett szinkronhiba következménye az lett, hogy az RTL a különböző szériákat téves formában folyamatosan Digimonokként közölte és ezáltal a Frontier sorozat magyar főcímét is Digimonokhoz igazította. Ráadásul az RTL egy időben még a Digimonszelídítők vetítését is Digimonokként jelezte, illetve szezon-számozások nélkül a rajongók egyáltalán nem ismerték ki magukat a sorozatok vetítésén. Ezen már csak az Animax javított, ami az Adventure 02-vel kezdve pontosan megjelölte a sorozatokat.
Az RTL Klub az első szériát rögtön kétszer vetítette, amit 2007-ben követett a 02 és a Szelídítők sorozata. Majd pedig újra a 02 és a Szelídítők sorozata került adásba. A korábbi Viasat-licenszeket teljesen elhagyva frissként és utoljára hagyták a Frontier sorozatot. Emellett az RTL eleinte egészen a Szelídítők sorozatáig bezárólag megfelelő teljes elemzés nélkül és Pokémonnal összehasonlítva korhatár nélkül a Kölyökklub összeállítás közepébe helyezte el a vetítéseket. Ennek következményévé vált, hogy a 02 sorozat és a Szelídítők sorozatának első vetítését követően – megalapozott nézői panaszok által – az ORTT szigorúan fellépett a csatornával szemben. Ez 2007-ben és 2008-ban történt. Ekkor az RTL az első sorozatot követő szériákat azonnal átiktatta korhatár-jelzés ellátásával. (Az első sorozat többé már nem került adásba.) Akkor éppen a 02 ismétlése zajlott és ezért a Kölyöklubból kiemelve gyors programváltozás történt. A két szankcionáló határozat fellelhető az interneten.
Az Animaxon 2008. május 31.-étől volt látható a 02, amit júliusban követett a Szelídítők története, szeptemberben pedig megérkezett a Digimon Frontier. A Szelídítők sorozata és a Frontier még kétszer adásba került. A Digimon Frontier magyar címe az RTL szinkronja alapján "Digimonok: Az új kaland".
Az RTL Klub adásán 2008. október 19.-én jelent meg a Frontier, szintén kétszer került vetítésre, és ezáltal kissé hányattatott sorsúként elvágódott nálunk a Digimon-franchise életútja. Az RTL már 2006-ban lemondott animék felvásárlásáról és így InuYasha új epizódjait nem számítva a Frontier volt az utolsó nagyszabású premier. Az Animax pedig néhány év múlva szintén csúfos kalapot emelt a rajongókkal szemben, így már nem volt várható más Digimon-anime.
Ami a magyar változatokat illeti: minden rajongó komoly negatív kritikákkal jellemzi – a cenzúrázott alapanyag mellett – a két Adventure sorozat magyar szinkronját is különállóan, illetve a Frontier fordítását eredeti japán forrás ellenére szintén sok negatív kritika illette. Egyedül a Digimonszelídítők magyar változatát jobban fogadták a nézők, talán ezért is került többször képernyőre. A rajongók méltatlannak tartják azt, hogy ilyen hányattatott sorsot kapott nálunk a franchise és azóta más magyar jogtulajdonostól sem kaptunk javítást vagy folytatást.

## Érdekesség
Annak idején sok néző állította, hogy a Digimonszelídítők 6. és 46. epizódjai a Viasat első vetítésekor japán hanggal kerültek adásba, de Budapest vonzáskörzetében a magyar hang került közvetítésre.
A Digimonszelídítők 8. és 9. részei a Viasat-on és az RTL-en mindig felcserélődtek. (Pedig a 9. rész története egy esemény közvetlen okozatát mutatja be.) Csak az Animax javított a sorrenden 2008-ban.